# ボブ・O・エバンズ
ボブ・オーバートン・エバンズ（Bob Overtone Evans, 1927年8月19日 - 2004年9月2日）は、アメリカ合衆国の計算機科学者。
通常ボブ・エバンズ（Bob Evans）、親しい人たちからはボウ・エバンズ（Bo EvansまたはB.O. Evans）と呼ばれて、コンピューターのパイオニアとして名を残している。彼はIBM社のエンジニアとして、後にエクゼキュティブ（高級管理者）として、低機能機から高級機能機までを統一したアーキテクチャーのIBM System/360の開発を実施・指導して成功に導いた人で、その結果コンピューター業界は根本的に変革され、コンピューターを大衆の身近なものとした。

## 生まれと教育
ネブラスカ州グランド・アイランド生まれ。1951年にアイオワ州立大学を卒業して、電力会社で働いたあと、IBMにエンジニアとして入社。

## キャリア
1960年代初頭、大型コンピューターは科学計算用のコンピューターはいわゆるワードマシンで、商業計算用のコンピューターはキャラクタマシンで、アーキテクチャー上別物で、お互いの互換性はなかった。ボブ・エバンズはこうした違ったデザインを継続してゆくのでなく、科学計算にも商用にも、低価格機から高級機まで同一のアーキテクチャーの、後にIBM System/360と呼ばれるようになったバイトマシン・シリーズをエンジニアリング・マネージャーとして提唱し、またトーマス・J・ワトソン・ジュニアをも説得して、このシリーズの開発総責任者として活躍した。
IBM System/360システムは1964年に発表されて、当年にIBMの収入32億ドルに対して、IBM System/360の開発費用は延べ50億ドルに達し、当時として未曾有のプロジェクトになった。  全世界で6つの工場を新設して、6万人を新たに雇用したといわれている。『IBM Journal of Research and Development』（1964年4月号）でIBM System/360を扱った記事の中で「互換性を目指し、全System/360プロジェクトを進めることができたのは、データシステムズ部門開発担当ボブ・O・エバンズのおかげである。」と言及している。
短期間IBMフェデラル・システムズ部門（FSD）のトップを務めたあと、1969年にIBMシステム開発部門（SDD）のトップに就任して、その翌年にIBM System/370を発表している。
その後SDDから分かれた通信システム部門（CSD）のトップとして移り、1974年にIBM Systems Network Architectureおよびそれに基づく端末機（IBM 3767など）を開発・発表して、これは大型コンピューターの端末機との通信に広く使われた。このころ日本のIBM大和開発研究所も訪問していて、三井信雄開発研究所長とも知己の間柄であった。このあと「Future Systems プロジェクト」を指導したが、これはソフトウェアの互換性の問題などで、1975年に中止されている。
1977年、ボブ・エバンズは全技術担当副社長（Vice President for Engineering, Programming, and Technology）に就任して、1984年にはIBMを退社している。コンサルタント会社Hambrecht & Quistのパートナーを務めた。1981年から1995年まで、台湾政府の特別顧問も務めた。
2004年にカリフォルニア州ヒルズボロで亡くなっている。彼の死亡に際するニュース記事は広く伝えられた。

## 受賞
- 1971年：全米技術アカデミー会員に選出
- 1985年：ボブ・エバンズ、フレデリック・ブルックス、エーリヒ・ブロッホはIBM System/360開発の功により、ホワイトハウスでロナルド・レーガン大統領からアメリカ国家技術賞を受賞
- 1991年：IEEEからパイオニア賞を受賞
- 2004年：コンピューター歴史博物館（カリフォルニア州マウンテンビュー）のフェローとなる

## 参照
1. ↑  IBM Archives: Bob O. Evans
2. ↑  G. M. Amdahl, G. A. Blaauw and F. P. Brooks Jr., "Architecture of the IBM System/360", IBM Journal for Research and Development, April 1964
3. ↑  “Bob Evans, IBM mainframe pioneer, dies at 77” CNET News.com, Sep. 5, 2004
4. ↑  “Bob Evans, Who Helped IBM Transform Data Processing, Dies at 77” The New York Times, Sep. 8, 2004
5. ↑  “Obituary: Bob Evans”, The Independent, Sep. 10, 2004